# Emma Choury
Pour les articles homonymes, voir Choury.
Emma Choury, née Perini en 1916 à Ajaccio (Corse) et morte en 2001 à Paris 12e, est une militante communiste et syndicaliste française. Elle est cadre de l'Union des étudiants communistes et de l'Union des femmes françaises dans les années 1930 et 1940 puis dirige le syndicat des chirurgiens-dentistes en 1949.
Elle est la sœur de Danielle Casanova, figure des Jeunesses communistes, de Renée Perini et l'épouse de Maurice Choury, militant communiste qu'elle a toujours secondé.

## Biographie
Née le 14 avril 1916, Emma Perini grandit dans une famille d'instituteurs républicains d'Ajaccio en Corse, dont le père est sympathisant communiste et membre du Comité de vigilance des intellectuels antifascistes. Elle est la benjamine d'une famille de cinq enfants, un frère et trois sœurs, dont Danielle Casanova et Renée Perini.
Suivant les traces de ses sœurs, elle suit des études de médecine à Paris et intègre le milieu communiste étudiant. En 1936, elle épouse Maurice Choury, dirigeant depuis deux ans des Jeunesses communistes, qu'elle secondera jusqu'à sa mort. Elle milite, à partir de 1937, au sein de la section dentaire de l'Union fédérale des étudiants, qui devient en 1939 Union des étudiants communistes (UEC). Elle siège au premier bureau de l'UEC.
En 1946, elle est membre du bureau de la section de Bordeaux et de Corse de l'Union des femmes françaises, organe féminin du PC issu des comités féminins clandestins fondés par Danielle sous l'Occupation.
Emma Choury s'établit chirurgienne-dentiste en 1949 dans le 5e arrondissement de Paris. Elle intègre la direction du syndicat des chirurgiens-dentistes.
Elle meurt le 29 novembre 2001 à Paris 12e. Un hommage lui est rendu par le PCF, son président Robert Hue et sa secrétaire nationale Marie-George Buffet. Elle est inhumée dans le caveau familial de Piana, en Corse, en présence du Conseil national du parti.